# Biton laminatus
Biton laminatus är en spindeldjursart som först beskrevs av Pocock 1903.  Biton laminatus ingår i släktet Biton och familjen Daesiidae. Inga underarter finns listade.